# فولف ألباخ ريتي
فولف ألباخ ريتي (بالألمانية: Wolf Albach-Retty)‏ Wolf Albach-Retty (1906 – 1967) ممثل نمساوي. لديه ابنة من الممثلة الألمانية ماجدا شنايدر اسمها رومي شنايدر.
كان ألباخ ريتي ابن الممثلة روزا ألباخ ريتي. درس في جامعة الفنون والموسيقى في فيينا، وحين بلغ العشرين مثل أول أدواره على مسرح بورغتياتر في فيينا.
مثل أول أدوراه السينمائية وهو ما زال شابا في فيلم صامت عام 1927. وأثناء حكم هتلر مثل في أفلام رومانسية وغنائية. في عام 1936 تزوج ماجدا شنايدر، وحصل بذلك على الجنسية الألمانية.
بعد الحرب كانت شهرته قد خبت، وبدأ التمثيل في أدوار ثانوية. ثم عاد إلى البورغتياتر ومثل مسرحية «أناتول» للأديب الألماني أرتور شنيتسلر. في تلك الفترة تزوج للمرة الثانية من الممثلة تروده مارلين. مات عام 1967 ودفن في مقبرة فيينا المركزية.
من أفلامه: الفارس الأسود عام 1932.

## روابط خارجية
- فولف ألباخ ريتي على موقع IMDb (الإنجليزية)
- فولف ألباخ ريتي على موقع مونزينجر (الألمانية)
- فولف ألباخ ريتي على موقع ألو سيني (الفرنسية)
- فولف ألباخ ريتي على موقع ميوزك برينز (الإنجليزية)
- فولف ألباخ ريتي على موقع أول موفي (الإنجليزية)
- فولف ألباخ ريتي على موقع قاعدة بيانات الأفلام السويدية (السويدية)
- فولف ألباخ ريتي على موقع قاعدة بيانات الفيلم (الإنجليزية)
- فولف ألباخ ريتي على موقع كينوبويسك (الروسية)